# Какио (станция)
Станция Какио (яп. 柿生駅 какио эки) — железнодорожная станция на линии Одавара, расположенная в городе Кавасаки, префектуры Канагава. Станция расположена в 23,4 километра от конечной станции линии Одакю — Синдзюку. Станция была открыта 1-го апреля 1927 года.

## Планировка станции
2 пути и две боковые платформы.
| 1 | ■ Линия Одавара | Матида ・ Хон-Ацуги ・ Одавара ・(Hakone Tozan Railway) Хаконэ-Юмото ・(Линия Эносима) Фудзисава ・ Катасэ-Эносима |
| 2 | ■ Линия Одавара | Кёдо ・ Симо-Китадзава ・ Синдзюку ・ (Линия Тиёда) Аясэ ・ Линия Дзёбан Торидэ                                    |

## Близлежащие станции
| «                |               | Линия                           |               | »             |
| Линия Одавара    | Линия Одавара | Линия Одавара                   | Линия Одавара | Линия Одавара |
| ---------------- | ------------- | ------------------------------- | ------------- | ------------- |
| Син-Юригаока     |               | Semi Express (準急)             |               | Цурукава      |
| Конечная станция |               | Section Semi Express (区間準急) |               | Цурукава      |
| Син-Юригаока     |               | Local (各駅停車)                |               | Цурукава      |